# Madonna col Bambino (Cima da Conegliano Petit Palais)
La Madonna col Bambino è un dipinto a olio su tavola (71,5 x 55 cm.) di Cima da Conegliano, databile dal 1495 al 1497 e conservato nel Petit Palais di Parigi.

## Descrizione
Già nella collezione londinese di sir William Abdy, il dipinto passò in proprietà del banchiere Edward Tuck, vice-console americano a Parigi, che nel 1930 lo donò al Petit Palais. Sul parapetto della tavola è presente la firma apocrifa JOANNES B. Riguardo alla data di composizione, Berenson, Von Hadeln, Lasareff e Menegazzi indicano il 1495, mentre per van Marle e Coletti la tavola sarebbe posteriore al 1497.
Il motivo del Bambino che accarezza la guancia della Madre è presente in diversi dipinti del Maestro, in particolare in dipinti della sua bottega. Il Berenson rileva « l'ampiezza della composizione, il paesaggio semplice e calmo, le tinte gaie, il disegno incisivo e il modellato solido ». Notevoli sono altresì « gli accordi cromatici tra i toni freddi, cristallini, del paesaggio e i toni caldi delle carni e delle vesti ».